# Henri Maes
Henri (Rik) Maes is een CD&V-politicus. Rik Maes is een Vlaams-Brabander met Limburgse wortels en maakte carrière binnen de ambtenarij, waar hij adviseur-generaal werd bij het ministerie van Binnenlandse Zaken. Hij was eerst 12 jaar schepen van financiën en informatica in Grimbergen. Na de verkiezingen van oktober 2000, waarbij de CVP een fors verlies moest incasseren, werd hij in 2001 tot burgemeester benoemd, met een coalitie van CVP, VLD en VU-ID. Maes was een overgangsburgemeester, want zoals gepland, werd hij in 2003 opgevolgd door partijgenoot Eddy Willems.
Tijdens zijn mandaat had hij te kampen met heel wat wateroverlast in de gemeente. De kritiek dat het gemeentebestuur van Grimbergen op het einde van de jaren 1990 een verkavelingsvergunning voor de Rietvoornstraat afleverde, ondanks het feit dat dit gebied pal in de uiterwaarden van de Bruinborrebeek en de Maalbeek ligt, nam hij niet omdat hij vond dat de gemeente dit niet kon weigeren als het gebied op het gewestplan als woonzone was ingekleurd en dat de inwoners die daar kwamen wonen zelf een risico namen en achteraf niet moesten komen klagen.